# Saccharomyces
El género Saccharomyces incluye muchos tipos diferentes de levaduras y forman parte del reino de los hongos. La incapacidad para utilizar nitratos y la capacidad de fermentar varios carbohidratos son las características típicas de los Saccharomyces. Sus colonias pueden crecer y madurar en 3 días y muestran un color amarillo oscuro. Muchos miembros de este género se consideran muy importantes en la producción de alimentos. Un ejemplo es el Saccharomyces cerevisiae, que se usa en la producción de ron, vino, pan y cerveza. Otros miembros de este género son: S. bayanus, utilizado para la producción de vino y S. boulardii, usado en medicina. Más recientemente, se ha demostrado que el S. boulardii es una subespecie del S. cerevisiae.
Saccharomyces kéfir es un hongo ascomycete producto de la asociación de una bacteria Lactobacillus acidophilus y la levadura saccharomyces[cita requerida], que produce la fermentación láctica de la leche transformándola en ácido láctico y en fermentación hidroalcohólica por lo que produce gas a temperatura ambiente, esta en muy pequeña cantidad; el aspecto externo semeja a una coliflor, por dentro esta hueco y segrega una sustancia filante.